# Final de la Copa Mundial de Fútbol de 2014
La final de la Copa Mundial de la FIFA 2014 fue el partido final de la Copa del Mundo de 2014, la vigésima edición de la competición de la FIFA para selecciones nacionales de fútbol. El partido se jugó en el Estadio Maracaná de Río de Janeiro, Brasil, el 13 de julio de 2014, y lo disputaron Alemania y Argentina. El evento contó con la participación del anfitrión Brasil y otros 31 equipos que surgieron de la fase de clasificación, organizada por las seis confederaciones de la FIFA. Los 32 equipos compitieron en una fase de grupos, de la cual 16 equipos se clasificaron para la fase eliminatoria. De camino a la final, Alemania acabó primera del Grupo G, con dos victorias y un empate, tras lo cual derrotó a Argelia en octavos de final, a Francia en cuartos de final y a Brasil, por 7-1, en la semifinal. Argentina terminó líder del Grupo F con tres victorias, antes de derrotar a Suiza en octavos de final, Bélgica en cuartos de final y Países Bajos en la tanda de penales en semifinales. La final fue presenciada por 74 738 espectadores en el estadio, así como por más de mil millones de espectadores por televisión, siendo el árbitro del partido Nicola Rizzoli de Italia.
Gonzalo Higuaín perdió la oportunidad de anotar para Argentina en el primer tiempo cuando estaba cara a cara con el portero Manuel Neuer, y Benedikt Höwedes no logró darle la ventaja a su equipo poco antes del descanso cuando su disparo pegó en el poste. Lionel Messi tuvo la oportunidad de marcar cuando se enfrentó nuevamente a Neuer tras el descanso, pero su remate raso se fue desviado de la portería. En el minuto 71, Thomas Müller intentó marcar tras una jugada de André Schürrle y Mesut Özil, pero no logró controlar el balón y lo perdió ante el portero argentino Sergio Romero. Con el marcador sin goles en el minuto 90, el partido llegó a la prórroga, donde se rompió el empate en el segundo tiempo. Mario Götze, quien había ingresado como suplente poco antes del final del tiempo reglamentario, recibió en el pecho un centro de Schürrle desde la izquierda antes de patear la pelota con la zurda a la red para asegurar la victoria de los europeos por 1-0.
La victoria de la selección alemana fue su cuarto título de la Copa del Mundo y el primero desde la reunificación, así como la primera victoria de un equipo europeo en América. Götze fue nombrado mejor jugador del partido y Messi recibió el Balón de Oro como jugador destacado del torneo de la FIFA. El seleccionador alemán, Joachim Löw, calificó el triunfo como la culminación de un proyecto iniciado diez años antes por su predecesor Jürgen Klinsmann y elogió el espíritu de su equipo. Su homólogo argentino, Alejandro Sabella, consideró que su equipo había tenido mala suerte al perder y calificó a sus jugadores de «guerreros». La selección no pudo defender su trofeo en la Copa del Mundo de 2018 en Rusia, convirtiéndose en el tercer campeón consecutivo en ser eliminado en la fase de grupos tras las derrotas contra México y Corea del Sur.

## Antecedentes

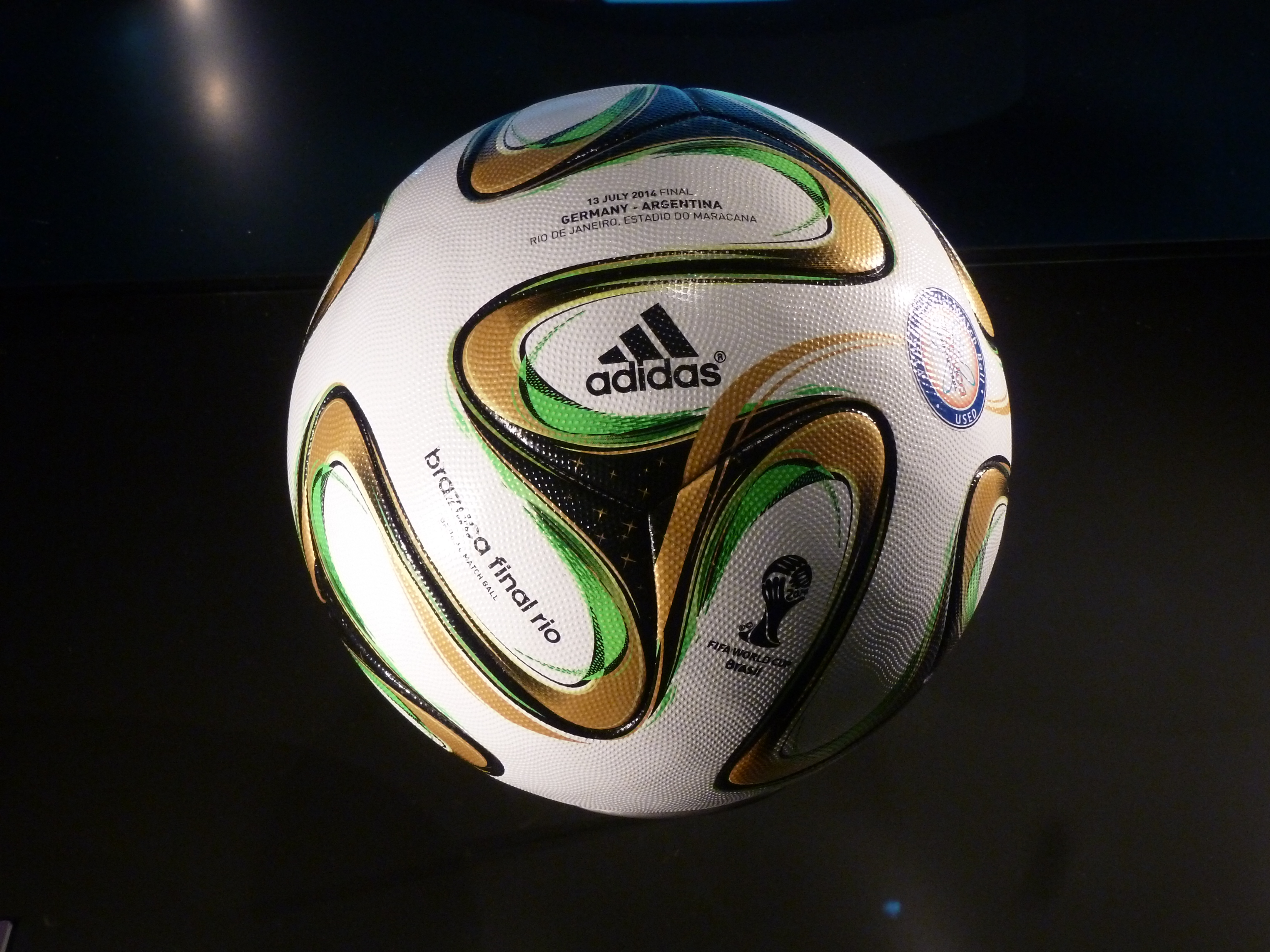
La Brazuca Final Rio utilizada en el partido.

La Copa Mundial de la FIFA 2014 fue la vigésima edición de la Copa del Mundo, la competición de fútbol de selecciones nacionales de la FIFA, celebrada en Brasil entre el 12 de junio y el 13 de julio de 2014. Brasil se clasificó para la final automáticamente como anfitrión del torneo, y 203 equipos compitieron por los 31 lugares restantes a través de rondas de clasificación organizadas por las seis confederaciones de la FIFA y celebradas entre junio de 2011 y noviembre de 2013. En la final, los equipos se dividieron en ocho grupos de cuatro y cada equipo se enfrentó una vez en un formato de todos contra todos. Los dos mejores equipos de cada grupo avanzaron a una fase eliminatoria. El campeón y defensores del Mundial de 2010 fue España, que había logrado tres victorias consecutivas en grandes torneos, habiendo ganado también la Eurocopa de 2008 y la Eurocopa de 2012, pero fue eliminada en la fase de grupos en este Mundial.
La selección alemana había ganado el título tres veces antes como Alemania Occidental: en 1954, 1974 y 1990.  Argentina tenía dos títulos, en 1978 y 1986. Los dos equipos se habían enfrentado seis veces anteriormente en la Copa del Mundo, incluida la final de 1986, que Argentina ganó 3-2, y la final de 1990, que Alemania ganó 1-0. Se habían enfrentado en los cuartos de final de las dos Copas del Mundo más recientes, y los alemanes ganaron ambas: una victoria en la tanda de penales en 2006 y una victoria por 4-0 en 2010. Alemania perdió en las semifinales en ambas ocasiones. El encuentro más reciente entre los dos equipos antes de la Copa del Mundo de 2014 fue un partido amistoso jugado el 15 de agosto de 2012 en el Commerzbank-Arena de Frankfurt, que ganó Argentina por 3-1.
La sede de la final fue anunciada en 2011 como el Estádio Jornalista Mário Filho en Río de Janeiro, comúnmente conocido como estadio Maracaná. Fue construido para la Copa Mundial de la FIFA de 1950, y el partido final de ese torneo, en el que Uruguay venció a Brasil 2-1 para ganar el trofeo. Es a partir de 2021 el poseedor del récord de mayor asistencia a cualquier partido de fútbol de la historia. El Maracaná también fue sede de las finales de la Copa América en 1989, 2019 y 2021; la final de la Copa FIFA Confederaciones 2013; y las finales de fútbol masculino y femenino en los Juegos Olímpicos de verano de 2016. El estadio fue objeto de una extensa reconstrucción antes de la Copa del Mundo de 2014, después de lo cual su capacidad fue de 78 838 personas.
La pelota utilizada para la final de la Copa Mundial de la FIFA 2014, anunciada el 29 de mayo de 2014, fue una variación del Adidas Brazuca llamada Adidas Brazuca Final Rio. Aunque los aspectos técnicos del balón eran los mismos, su diseño difería de los Brazuca utilizados en la fase de grupos y partidos eliminatorios anteriores, presentando colores verde, dorado y negro. Fue la tercera pelota lanzada específicamente para las finales de la Copa Mundial de la FIFA, después del Teamgeist Berlin (2006) y el Jo'bulani (2010).

## Camino a la final

### Alemania
|     | Rival          | Resultado |
| --- | -------------- | --------- |
| 1   | Portugal       | 4-0       |
| 2   | Ghana          | 2-2       |
| 3   | Estados Unidos | 1-0       |
| R16 | Argelia        | 2-1       |
| QF  | Francia        | 1-0       |
| SF  | Brasil         | 7-1       |

Alemania quedó por sorteo en el Grupo G de la Copa del Mundo, junto a Ghana, Portugal y Estados Unidos. Su primer partido fue contra Portugal, el 16 de junio de 2014 en el Itaipava Arena Fonte Nova de Salvador. Alemania tuvo un penal en el minuto 10, cuando João Pereira cometió una falta sobre Mario Götze. Müller ejecutó el tiro y le dio a Alemania la ventaja. Mats Hummels añadió un segundo gol con un cabezazo en el minuto 32, y el portugués Pepe recibió una tarjeta roja cinco minutos más tarde, tras darle un cabezazo a Müller, quién posteriormente anotó su segundo gol en el tiempo de descuento para darle a Alemania una ventaja de 3-0 en el descanso. Y el delantero convirtió su tercer gol desde corta distancia en la segunda mitad, para completar una victoria por 4-0, después de que Rui Patrício no pudiera despejar un centro de André Schürrle. El segundo partido de Alemania fue contra Ghana en el Estádio Castelão de Fortaleza. Después de una primera parte sin goles, Götze abrió el marcador en el minuto 51, cuando su disparo de cabeza tras un centro de Müller rebotó en su propia rodilla y superó al arquero ghanés Fatau Dauda. Ghana empató poco después, mediante un cabezazo de André Ayew, y luego se adelantó cuando Sulley Muntari encontró con un pase de Asamoah Gyan, tras un error de Manuel Neuer. Alemania volvió a igualar el partido en el minuto 71, cuando Miroslav Klose, que había entrado como suplente, remató a quemarropa un cabezazo de Benedikt Höwedes que iba a portería.El gol de Klose igualó el récord mundialista de 15 goles del brasileño Ronaldo y el partido terminó 2-2. El último partido del grupo de Alemania fue contra Estados Unidos en el Itaipava Arena Pernambuco en Recife, y se necesitaba una victoria o un empate para garantizar la clasificación. Bajo la lluvia, Müller marcó el único gol del partido con un remate dentro del área, después de que el arquero Tim Howard detuviera un cabezazo de Per Mertesacker. Alemania se clasificó como ganadora de grupo.
Los rivales de Alemania en los octavos de final fueron Argelia, con el partido jugado el 30 de junio en el Estádio Beira-Rio en Porto Alegre. El juego terminó empatado sin goles después de 90 minutos, el periodista David Ornstein de BBC Sport describió a Alemania como con frecuencia «sacudido» y que «Argelia desperdició una sucesión de oportunidades en un encuentro de apertura y emocionante». Alemania tomó la delantera temprano en el tiempo extra, cuando Müller cruzó desde la izquierda y Schürrle anotó desde corta distancia. Mesut Özil convirtió un segundo tanto para Alemania en el último minuto de tiempo extra, antes de que Abdelmoumene Djabou evitara un gol para Argelia con una volea en el tiempo adicional. Alemania se aferró a terminar con una victoria por 2–1. Luego se enfrentaron a Francia en los cuartos de final del estadio Maracanã el 4 de julio. Hummels le dio a Alemania la ventaja en 12 minutos con un cabezazo, luego de un tiro libre de Toni Kroos, y ese resultó ser el único objetivo de lo que Ornstein describió como una victoria «cómoda». Alemania enfrentó a Brasil en semifinales, el 8 de julio en Belo Horizonte. En un resultado descrito por Phil McNulty de BBC Sport en 2019 como «un drama que nunca será olvidado por nadie que lo haya presenciado», Alemania ganó el juego 7–1, infligiendo la primera derrota competitiva de Brasil de local en 39 años. Tomaron la delantera en 10 minutos, cuando Müller anotó a la salida de un tiro de esquina, sin marcar por ningún jugador de Brasil. Duplicaron su ventaja en 22 minutos a través de Klose, con su récord de la 16.ª Copa Mundial de la Copa Mundial, antes de que Kroos marcara 3-0 en 25 minutos con una volea con pie izquierdo. El mismo jugador nuevamente 179 segundos después, tras una asistencia de Sami Khedira, antes de que el propio Khedira anotara para poner el 5-0 al final del primer tiempo. Schürrle anotó dos veces en la segunda mitad para poner el 7-0, antes de que Oscar anotara el único gol de Brasil poco antes del final. Simon Burnton, de The Guardian, más tarde describió la obra de Alemania como «de un salvajismo que no era de una oposición significativa en la historia del torneo». Alemania clasificó a su octava final, 12 años después de su última y su segunda desde la reunificación alemana. 

### Argentina
|     | Oponente             | Resultado                                                |
| --- | -------------------- | -------------------------------------------------------- |
| 1   | Bosnia y Herzegovina | 2-1                                                      |
| 2   | Irán                 | 1-0                                                      |
| 3   | Nigeria              | 3-2                                                      |
| R16 | Suiza                | 1-0 en tiempo suplementario                              |
| QF  | Bélgica              | 1-0                                                      |
| SF  | Países Bajos         | 0-0 en tiempo suplementario 4-2 (Definición por penales) |

Argentina se ubicó en el Grupo F, junto a Bosnia y Herzegovina, Irán y Nigeria.Su primer partido tuvo lugar el 15 de junio de 2014 contra Bosnia y Herzegovina, quienes estaban haciendo su debut en la Copa Mundial. Fue el primer juego del torneo en el estadio Maracanã. La selección albiceleste tomó la delantera en 3 minutos, cuando el defensor de Bosnia, Sead Kolašinac, anotó un gol en contra después de un tiro libre que Lionel Messi había ejecutado buscando a Marcos Rojo. En la segunda mitad, Messi se anotó para duplicar la ventaja de su selección con un disparo poderoso después de una pared con Gonzalo Higuaín. Vedad Ibišević anotó para Bosnia y Herzegovina faltando 6 minutos para finalizar el partido, pero Argentina se aferró a una victoria por 2-1. Su segundo juego fue contra Irán en el Estádio Mineirão en Belo Horizonte el 21 de junio. Barney Ronay de The Guardian describió a Irán como producir un «rendimiento conmovedor contra un equipo de Argentina de todos los talentos atacantes», y el partido permaneció sin goles hasta el minuto 90. El equipo sudamericano se llevó la victoria en el tiempo suplementario, cuando Messi anotó un gol sobre el palo izquierdo del arco con un pelotazo desde fuera del área para sellar la calificación para la próxima ronda faltando un partido. Su último juego grupal fue el 25 de junio, contra Nigeria en Porto Alegre. Messi le dio a Argentina la ventaja en 3 minutos, anotando en el rebote después de que el remate de Ángel di María golpeó el palo del arco. Ahmed Musa igualó para Nigeria un minuto después con un tiro rizado con el pie derecho, antes de que Messi le diera a Argentina la ventaja nuevamente con un tiro libre de 23 m poco antes del fin del primer tiempo. Musa igualó una vez más a los 2 minutos en la segunda mitad, golpeando con la pelota al arquero Sergio Romero después de una pared con Emmanuel Emenike, pero Rojo anotó con la rodilla tres minutos después para sellar una victoria de 3–2 y el primer lugar en el grupo.
El rival de Argentina en octavos de final fue Suiza, el partido se jugó el 1 de julio en el Arena Corinthians de São Paulo. La selección albiceleste tuvo la mayor parte de la posesión durante el partido, pero Jonathan Jurejko de BBC Sport calificó su juego de «poco convincente», citando su fracaso en derribar a un equipo suizo que jugaba a la defensiva. No hubo goles durante el tiempo reglamentario y el marcador permaneció 0-0 hasta 2 minutos antes del final de la prórroga, cuando Messi habilitó a Di María para anotar el gol de la victoria que superó al portero suizo Diego Benaglio. El suplente Blerim Džemaili casi empató para Suiza inmediatamente después con un pelotazo que pegó en el poste, pero la selección argentina aguantó y ganó por 1-0.  Los cuartos de final fueron contra Bélgica en el Estádio Nacional Mané Garrincha de Brasilia el 5 de julio. El único gol del partido llegó a los 8 minutos, cuando Higuaín anotó desde el borde del área penal tras un pase de Di María que fue desviado por el belga Jan Vertonghen. Los sudamericanos se enfrentaron a Países Bajos en la semifinal el 9 de julio. No hubo goles en el partido, ni en el tiempo reglamentario ni en la prórroga, en lo que McNulty describió como «120 tediosos... minutos que contrastaban marcadamente con el espectacular choque» de la semifinal del día anterior entre Brasil y Alemania. Ron Vlaar de Países Bajos ejecutó el primer penal, un tiro raso por la derecha, que detuvo Romero. Los siguientes tres tiros, de Messi, Arjen Robben y Ezequiel Garay, fueron convertidos, antes de que Romero hiciera otra parada, lanzándose hacia su derecha para evitar un penalti alto de Wesley Sneijder. Sergio Agüero, Dirk Kuyt y Maxi Rodríguez anotaron sus penales, dándole a su selección una victoria por 4-2 en la tanda de penaltis. La prensa argentina llamó a las dos salvadas de Romero las «manos de Dios», en referencia al gol de la «mano de Dios» marcado por Diego Maradona en 1986. Argentina clasificó a su quinta final, que también fue la primera desde 1990.

## Partido

### Desarrollo

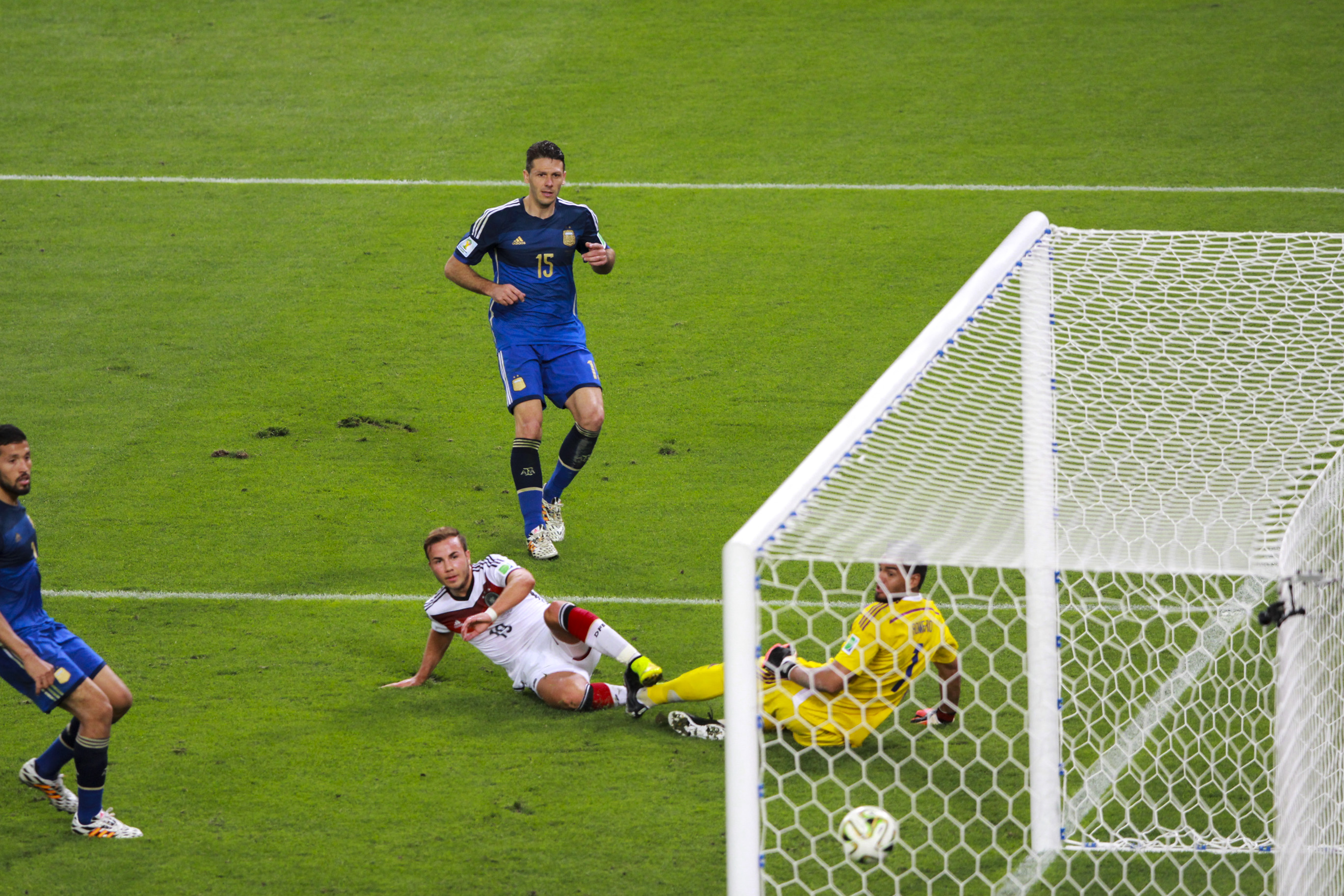
Mario Götze anotando el gol de la victoria para Alemania.

Ambos equipos presentaron sus alineaciones iniciales sin cambios desde sus semifinales, con excepción del centrocampista alemán Sami Khedira, el cual se retiró durante el calentamiento con una lesión en la pantorrilla. Fue reemplazado por Christoph Kramer, quien había hecho dos apariciones breves durante el torneo. Kramer durante el partido, sufrió una lesión en la cabeza después de una colisión con Ezequiel Garay dentro del área de penal, pero fue autorizado para continuar jugando. Sin embargo, catorce minutos después, en el minuto 31, se desplomó en el suelo, aparentemente sufriendo una conmoción cerebral y fue reemplazado por André Schürrle.
El argentino Gonzalo Higuaín, desperdició una buena oportunidad en la primera mitad, ejecutando un tiro desviado luego de ser habilitado por un cabezazo mal calculado de Toni Kroos. Luego anotó un gol el cual fue invalidado por fuera de juego. Lionel Messi tuvo una oportunidad de gol a principios de la segunda mitad, disparando desde el interior del área penal, después de recibir un pase directo, pasando el balón a escasos centímetros de la portería defendida por el equipo alemán. En la prórroga, Rodrigo Palacio realizó una jugada que terminó con la pelota pasando sobre el arquero Manuel Neuer. Alemania tuvo la oportunidad más cercana con un cabezazo de Benedikt Höwedes que golpeó el poste tras un córner.
En el minuto 108 del tiempo extra, Sergio Agüero de Argentina, le propinó un golpe a Bastian Schweinsteiger de Alemania, causándole una cortada en el pómulo derecho. El jugador alemán tuvo que salir del campo por varios minutos para ser atendido por los médicos, volviendo al campo nuevamente.
Mario Götze de Alemania ingresó en el minuto 88 del partido, reemplazando a Miroslav Klose por decisión técnica. Durante el tiempo extra, en el minuto 113, Götze anotó el único gol del partido al recibir un centro de Schürrle desde el extremo izquierdo del campo, bajando el balón con el pecho y disparando con la pierna zurda. Con este gol, Götze se convirtió en el primer sustituto en anotar un gol ganador en una final de Copa del Mundo, así como en el jugador más joven en marcar en una final desde el alemán Wolfgang Weber en 1966, con la misma edad, 22 años. Antes del gol de Götze, Alemania estuvo cerca de anotar en varias ocasiones, incluyendo un cabezazo de Benedikt Höwedes que golpeó el poste. Schürrle también realizó un remate directo al arquero argentino Sergio Romero a comienzos de la primera mitad del tiempo extra, luego de un pase de Götze. Thomas Müller tuvo la oportunidad de aumentar la ventaja de Alemania tras regatear a dos defensas, pero la pelota salió desviado.En la última jugada del partido, Messi tuvo un tiro libre de larga distancia, pero el balón pasó por encima del travesaño.

### Polémica
El minuto 56 de partido, el arquero alemán Manuel Neuer y el delantero argentino Gonzalo Higuaín, tuvieron un choque por una disputa de balón en el área defendida por Alemania, el cual dejó a Higuaín tendido en el suelo, cobrándose falta a favor de Alemania, siendo esta una de las jugadas más polémicas del partido. El árbitro italiano Nicola Rizzoli dijo que «no fue penal a Higuaín porque Neuer llega antes a la pelota», pero también reconoció que se equivocó en haber sancionado falta de Higuaín: «Me di cuenta cuando volví a ver las imágenes. Eso debo decirlo».

### Balón del partido
El balón de partido para la final de la Copa Mundial de la FIFA 2014, anunciado el 29 de mayo de 2014, presentó una variación de la Adidas Brazuca llamada Adidas Brazuca Final Rio. Si bien los aspectos técnicos de la pelota eran los mismos, el diseño era diferente de las pelotas de Brazuca utilizadas en las etapas grupales y otros playoffs, con un color verde, dorado y negro.Árbitros del partido
Nicola Rizzoli, de Italia, fue nombrado árbitro de la final, junto con los compañeros italianos Renato Faverani y Andrea Stefani como árbitros asistentes, Carlos Vera y Christian Lescano de Ecuador como cuarto y quinto árbitro. Anteriormente en la Copa del Mundo 2014, Rizzoli se hizo cargo de los partidos España–Países Bajos y Nigeria–Argentina en la fase de grupos, y los cuartos de final de Argentina–Bélgica. Anteriormente se había hecho cargo de la Final de la UEFA Europa League 2010 y la Final de la Liga de Campeones de la UEFA 2012-13. También fue uno de los árbitros en la Copa Mundial de Clubes de la FIFA 2011, Eurocopa 2012 y la Copa Mundial de Fútbol Sub-20 de 2013. Se convirtió en el tercer árbitro italiano en hacerse cargo de una final de la Copa del Mundo, después de Sergio Gonella en 1978 y Pierluigi Collina en 2002.

## Resultado final

### Alemania vs. Argentina
| 1          | POR        | Manuel Neuer           |      |
| 4          | DEF        | Benedikt Höwedes       |      |
| 5          | DEF        | Mats Hummels           |      |
| 20         | DEF        | Jérôme Boateng         |      |
| 16         | DEF        | Philipp Lahm           |      |
| 23         | MED        | Christoph Kramer       | 32'  |
| 7          | MED        | Bastian Schweinsteiger |      |
| 18         | MED        | Toni Kroos             |      |
| 8          | DEL        | Mesut Özil             | 120' |
| 13         | DEL        | Thomas Müller          |      |
| 11         | DEL        | Miroslav Klose         | 88'  |
| Entrenador | Entrenador | Joachim Löw            |      |

| 1          | POR        | Sergio Romero     |     |
| 4          | DEF        | Pablo Zabaleta    |     |
| 2          | DEF        | Ezequiel Garay    |     |
| 15         | DEF        | Martín Demichelis |     |
| 16         | DEF        | Marcos Rojo       |     |
| 6          | MED        | Lucas Biglia      |     |
| 14         | MED        | Javier Mascherano |     |
| 8          | MED        | Enzo Pérez        | 86' |
| 22         | MED        | Ezequiel Lavezzi  | 46' |
| 10         | DEL        | Lionel Messi      |     |
| 9          | DEL        | Gonzalo Higuaín   | 78' |
| Entrenador | Entrenador | Alejandro Sabella |     |

| 9  | DEL | André Schürrle  | 32'  |
| 19 | MED | Mario Götze     | 88'  |
| 17 | DEF | Per Mertesacker | 120' |

| 18 | DEL | Rodrigo Palacio | 78' |
| 20 | DEL | Sergio Agüero   | 45' |
| 5  | MED | Fernando Gago   | 86' |

| Amonestado | 29' | Bastian Schweinsteiger |
| Amonestado | 34' | Benedikt Höwedes       |

| Amonestado | 60'  | Javier Mascherano |
| Amonestado | 88'  | Martín Demichelis |
| Amonestado | 120' | Sergio Agüero     |

| Anotado | 112' | Mario Götze | 1-0 |

| Árbitro             | Nicola Rizzoli    |
| Árbitros asistentes | Renato Faverani   |
| Árbitros asistentes | Andrea Stefani    |
| Cuarto árbitro      | Carlos Vera       |
| Quinto árbitro      | Christian Lescano |

| 1          | POR        | Manuel Neuer           |      |
| 4          | DEF        | Benedikt Höwedes       |      |
| 5          | DEF        | Mats Hummels           |      |
| 20         | DEF        | Jérôme Boateng         |      |
| 16         | DEF        | Philipp Lahm           |      |
| 23         | MED        | Christoph Kramer       | 32'  |
| 7          | MED        | Bastian Schweinsteiger |      |
| 18         | MED        | Toni Kroos             |      |
| 8          | DEL        | Mesut Özil             | 120' |
| 13         | DEL        | Thomas Müller          |      |
| 11         | DEL        | Miroslav Klose         | 88'  |
| Entrenador | Entrenador | Joachim Löw            |      |

| 1          | POR        | Sergio Romero     |     |
| 4          | DEF        | Pablo Zabaleta    |     |
| 2          | DEF        | Ezequiel Garay    |     |
| 15         | DEF        | Martín Demichelis |     |
| 16         | DEF        | Marcos Rojo       |     |
| 6          | MED        | Lucas Biglia      |     |
| 14         | MED        | Javier Mascherano |     |
| 8          | MED        | Enzo Pérez        | 86' |
| 22         | MED        | Ezequiel Lavezzi  | 46' |
| 10         | DEL        | Lionel Messi      |     |
| 9          | DEL        | Gonzalo Higuaín   | 78' |
| Entrenador | Entrenador | Alejandro Sabella |     |

| 9  | DEL | André Schürrle  | 32'  |
| 19 | MED | Mario Götze     | 88'  |
| 17 | DEF | Per Mertesacker | 120' |

| 18 | DEL | Rodrigo Palacio | 78' |
| 20 | DEL | Sergio Agüero   | 45' |
| 5  | MED | Fernando Gago   | 86' |

| Amonestado | 29' | Bastian Schweinsteiger |
| Amonestado | 34' | Benedikt Höwedes       |

| Amonestado | 60'  | Javier Mascherano |
| Amonestado | 88'  | Martín Demichelis |
| Amonestado | 120' | Sergio Agüero     |

| Anotado | 112' | Mario Götze | 1-0 |

| Árbitro             | Nicola Rizzoli    |
| Árbitros asistentes | Renato Faverani   |
| Árbitros asistentes | Andrea Stefani    |
| Cuarto árbitro      | Carlos Vera       |
| Quinto árbitro      | Christian Lescano |

| \| Estadísticas[52] \| \| \| \| Tiros \| 10 \| 10 \| \| Tiros a puerta \| 7 \| 2 \| \| Faltas \| 20 \| 16 \| \| Saques de esquina \| 5 \| 3 \| \| Penaltis \| 0 \| 0 \| \| Fueras de juego \| 3 \| 2 \| \| Posesión de balón \| 60 % \| 40 % \| |                     |                      |
| Estadísticas | Bandera de Alemania | Bandera de Argentina |
| Tiros | 10                  | 10                   |
| Tiros a puerta | 7                   | 2                    |
| Faltas | 20                  | 16                   |
| Saques de esquina | 5                   | 3                    |
| Penaltis | 0                   | 0                    |
| Fueras de juego | 3                   | 2                    |
| Posesión de balón | 60 %                | 40 %                 |

|                             |
| Bandera de Alemania         |
| Campeón Alemania 4.º título |

## Reacción en Brasil
Debido a la rivalidad futbolística entre Argentina y Brasil, los brasileños en la multitud apoyaron a Alemania, a pesar de su rotunda victoria por 7-1 sobre Brasil en las semifinales, ya que los alemanes habían mostrado respeto por los anfitriones derrotados, mientras que los fanáticos argentinos habían celebrado la eliminación de Brasil. Según los informes, la mayoría de los brasileños se sintieron aliviados de que sus rivales no ganaron la Copa del Mundo en el emblemático estadio de Brasil.

## Espectadores notables

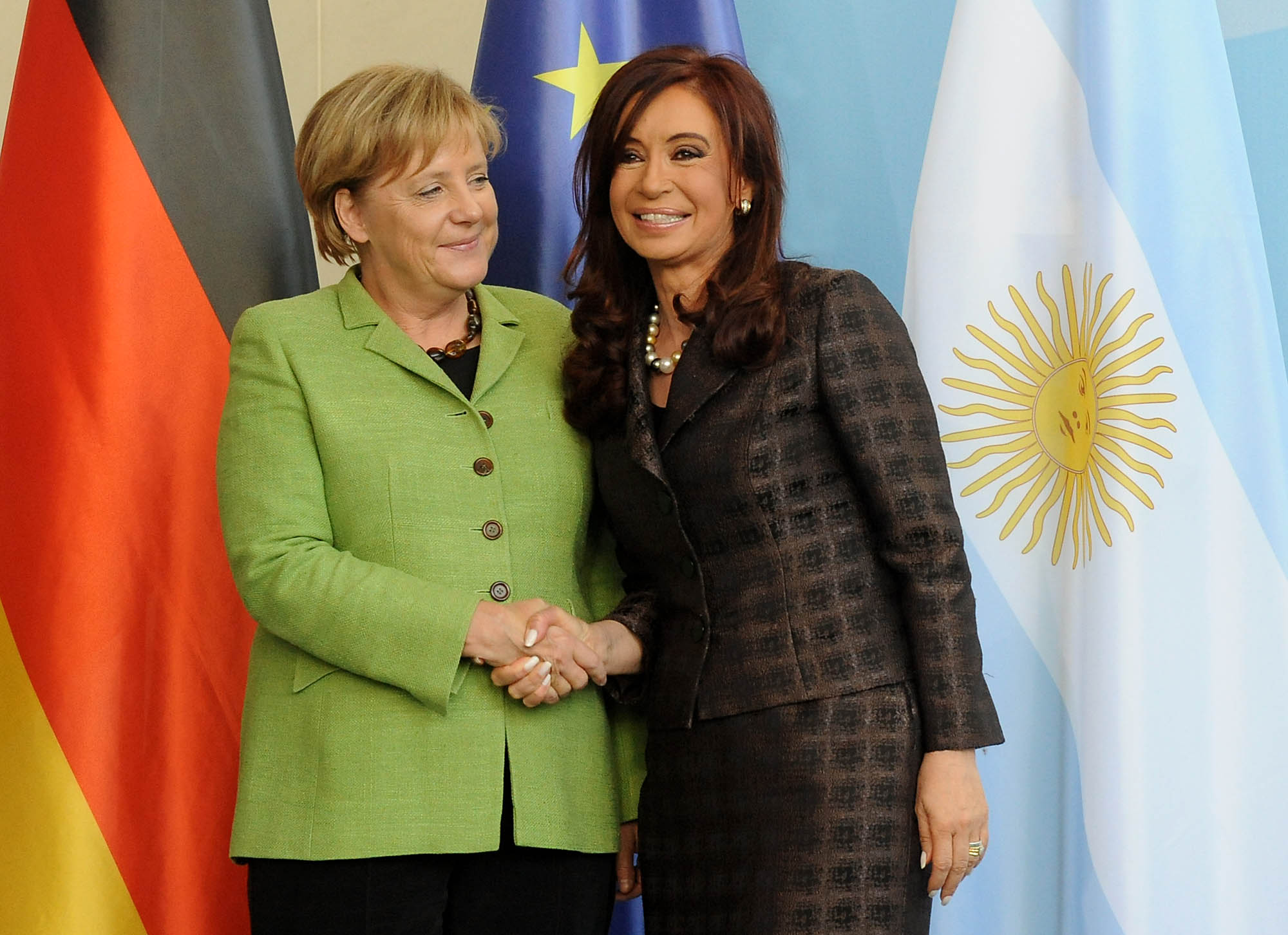
La entonces canciller de Alemania, Angela Merkel (izquierda), asistió a la final. Sin embargo, la presidenta de Argentina en ese momento, Cristina Fernández de Kirchner (derecha), estuvo ausente debido a una enfermedad.

La presidenta de Brasil, Dilma Rousseff, invitó a los líderes de los BRICS a la final antes de la Sexta Cumbre BRICS 2014. Entre los que se presentaron estuvieron Vladímir Putin, el presidente de Rusia, país anfitrión de la siguiente Copa Mundial, y Jacob Zuma, el presidente de Sudáfrica, los anfitriones anteriores. Otros líderes mundiales como Viktor Orbán (Hungría), Ali Bongo Ondimba (Gabón), y Gaston Browne (Antigua y Barbuda), también asistieron al evento. The Guardian calificó a la lista de invitados como «extraña y aleatoria», ya que esos países no pudieron clasificarse para esta Copa del Mundo.
El presidente alemán Joachim Gauck y la canciller Angela Merkel estuvieron presentes en la final. Merkel ya vio el partido entre Alemania y Portugal en Salvador, cuando los alemanes ganaron 4-0. La presidenta de Argentina, Cristina Fernández de Kirchner, no asistió por el cumpleaños de su nieto y por un caso de faringitis.
El comediante ruso Vitaly Zdorovetskiy salió corriendo al campo durante el partido con «Natural Born Prankster» escrito en su torso e intentó besar a Benedikt Höwedes de Alemania.
Varias celebridades también asistieron a la final, incluidos Rihanna, Mick Jagger, David Beckham, Ashton Kutcher, Daniel Craig, Tom Brady, y LeBron James. Exganadores de la Copa del Mundo como Fabio Cannavaro, Lothar Matthäus, Daniel Passarella –quienes habían ganado la Copa del Mundo como capitanes— y Pelé también estuvieron presentes.

## Ceremonias

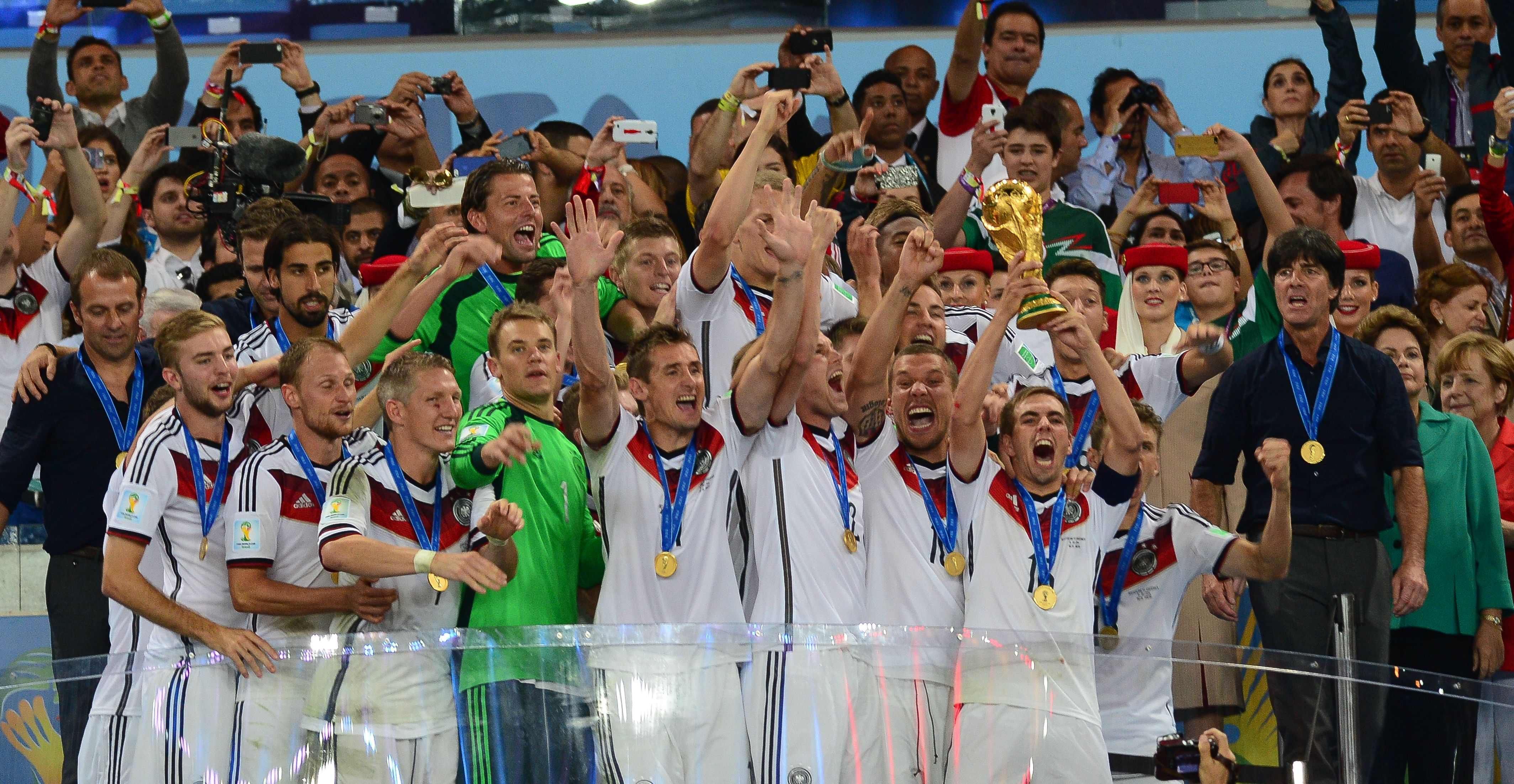
El capitán de la selección alemana, Philipp Lahm, alza el trofeo de la Copa del Mundo.

La ceremonia de clausura tuvo lugar aproximadamente una hora y cuarenta minutos antes de la final. Una actuación de dos actos, la ceremonia duró unos 20 minutos. El primer acto contó con 22 bailarines de Samba y una gran cantidad de otros artistas, con 32 de los bailarines vestidos con los colores de los 32 equipos participantes. El segundo acto contó con actuaciones musicales encabezadas por la cantante colombiana Shakira, e incluyó a los cantantes Carlinhos Brown, Wyclef Jean, Alexandre Pires, Ivete Sangalo y el guitarrista Carlos Santana.
La supermodelo brasileña Gisele Bündchen y Carles Puyol, miembro del equipo ganador de España en 2010, dieron a conocer el Trofeo de la Copa Mundial de Fútbol.
La presidenta de Brasil, Dilma Rousseff, entregó el trofeo al capitán alemán Philipp Lahm durante la ceremonia de entrega de premios en las gradas. Junto a ella durante la entrega de trofeos estaba el presidente de la FIFA Joseph Blatter. Mientras Lahm levantaba el trofeo, se reprodujo el outro de la canción oficial del torneo «We Are One (Ole Ola)».

## Cifras de audiencia
Según la FIFA, basado en un reporte realizado por Kantar Media, más de mil millones de personas en todo el mundo vieron la final de este torneo.En Estados Unidos fue vista por 26,5 millones de personas siguiendo las transmisiones de las cadenas ABS y Univisión.Y también tuvo un gran número de televidentes en Alemania y Argentina, ya que eran sus seleccionados los que disputaban este partido decisivo. Treinta y cuatro millones y medio de espectadores en Alemania y mediciones de rating de Argentina informaron un promedio de 42,5 puntos de esa medida en las transmisiones de TV Pública y TyC Sports, las licenciatarias de ese país de la televisación del campeonato.